# Paula von Preradović

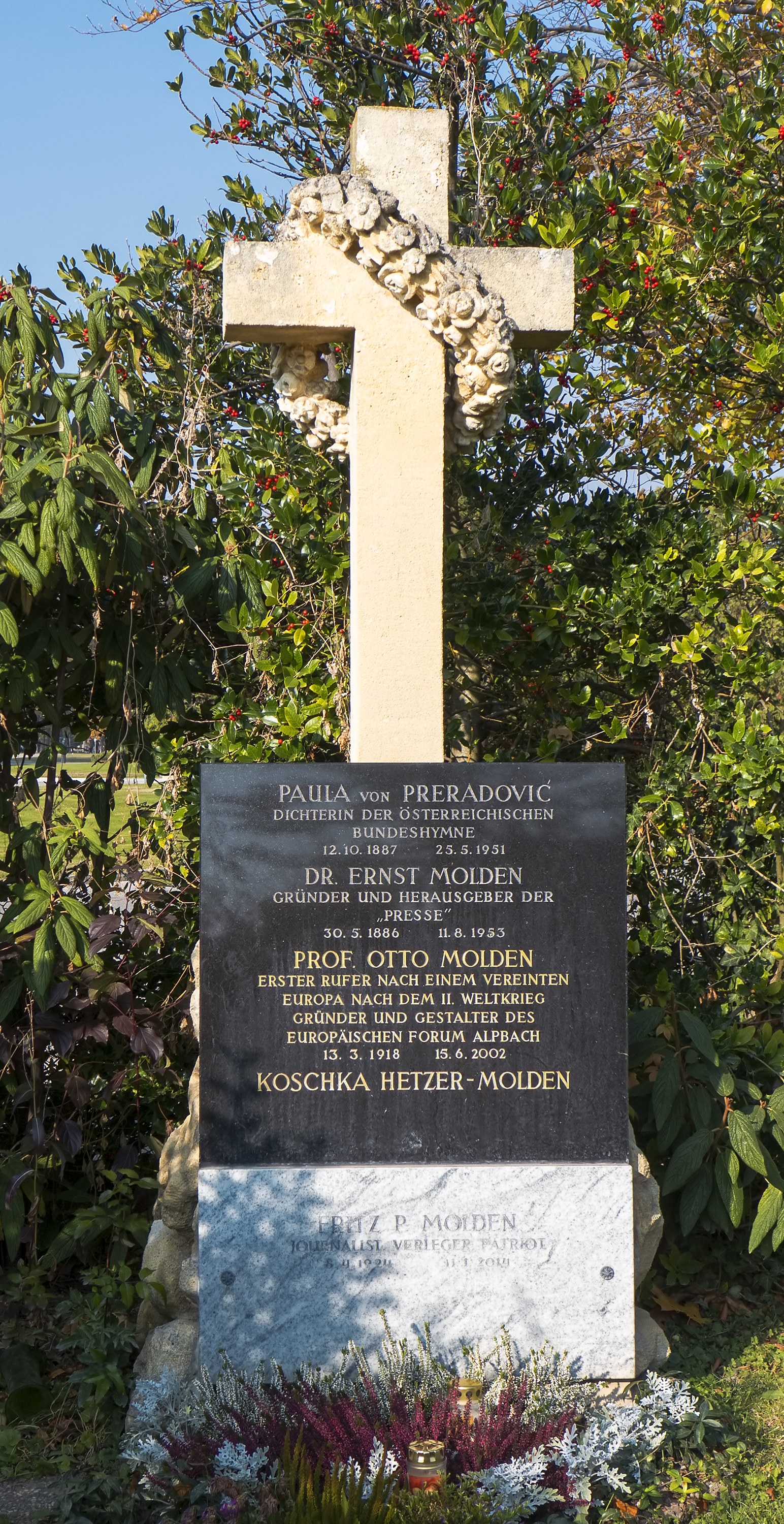
Sírja a bécsi központi temetőben

Paula von Preradović (Bécs, 1887. október 12. – Bécs, 1951. május 25.) horvát származású osztrák költő és író, az osztrák himnusz szövegének szerzője.

## Élete
Nagyapja, Petar Preradović ismert horvát költő volt. Édesapját, Dušan Preradovićot a Császári és Királyi Haditengerészet tisztjét 1889-ben Pólába vezényelték. Paula gyermekkorát a dalmát tengerparton töltötte. 1901 és 1905 között Sankt Pöltenben tanult az angolkisasszonyok intézetében. 1913-ban Münchenben ápolónői képesítést szerzett. 1914-ben, az első világháború kitörése után visszatért Bécsbe, és a Bécsi Egyetem hadikórházában dolgozott. Ott ismerkedett meg Ernst Molden újságíróval, 1922-ben házasodtak össze.
Első versein, amelyekben boldog gyermekkorának tájait írta le nagy nosztalgiával, Stefan George és Rainer Maria Rilke hatása érződik. 1929-ben jelent meg első verseskötete, 1940-től regényeket és elbeszéléseket is írt.
1944-ben a Gestapo letartóztatta és börtönbe vetette Paulát és férjét, mert írásaikban bírálták a nemzetiszocialista időszakot. Fiaik szintén antifasiszta ellenállók voltak. 1946-ban Felix Hurdes oktatási miniszter felkérte Paulát, hogy vegyen részt azon a pályázaton, amelyet az új osztrák himnusz szövegére hirdettek meg. 1947. február 25-én, a nyertes dallamhoz szükséges kis módosítással, a Land am Berge, Land der Strome költeményre esett a minisztertanács választása. Ausztria himnusza 1947. március 7-én hangzott el először a rádióban, március 9-én a Wiener Zeitungban megjelent a himnusz szövege.

## Művei

### Versek
- Südlicher Sommer, 1929
- Dalmatinische Sonette, 1933
- Lob Gottes im Gebirge, 1936
- Land am Berge, Land der Strome, 1946
- Ritter, Tod und Teufel, 1946
- Verseskötet, 1949

### Próza
- Pave und Pero, 1940
- Wiener Chronik, 1945
- Königslegende, 1950
- Die Versuchung des Columba, 1951
- Kindheit am Meer. Fragmente eines autobiographischen Romans (Paula von Preradović, Porträt einer Dichterin) 1955
- Tagebuch, 1995